# Medialaan

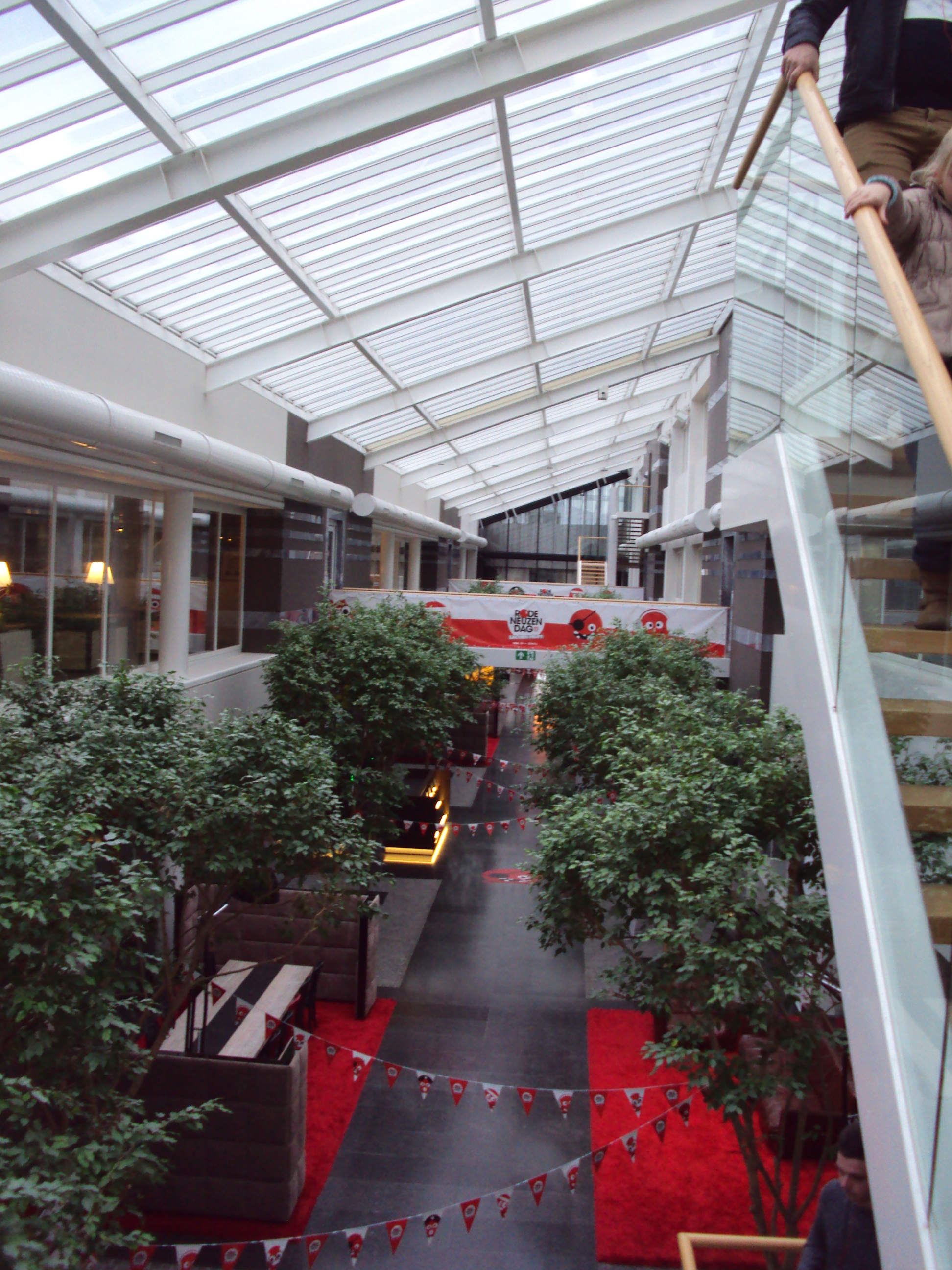
Binnenkant gebouw Medialaan

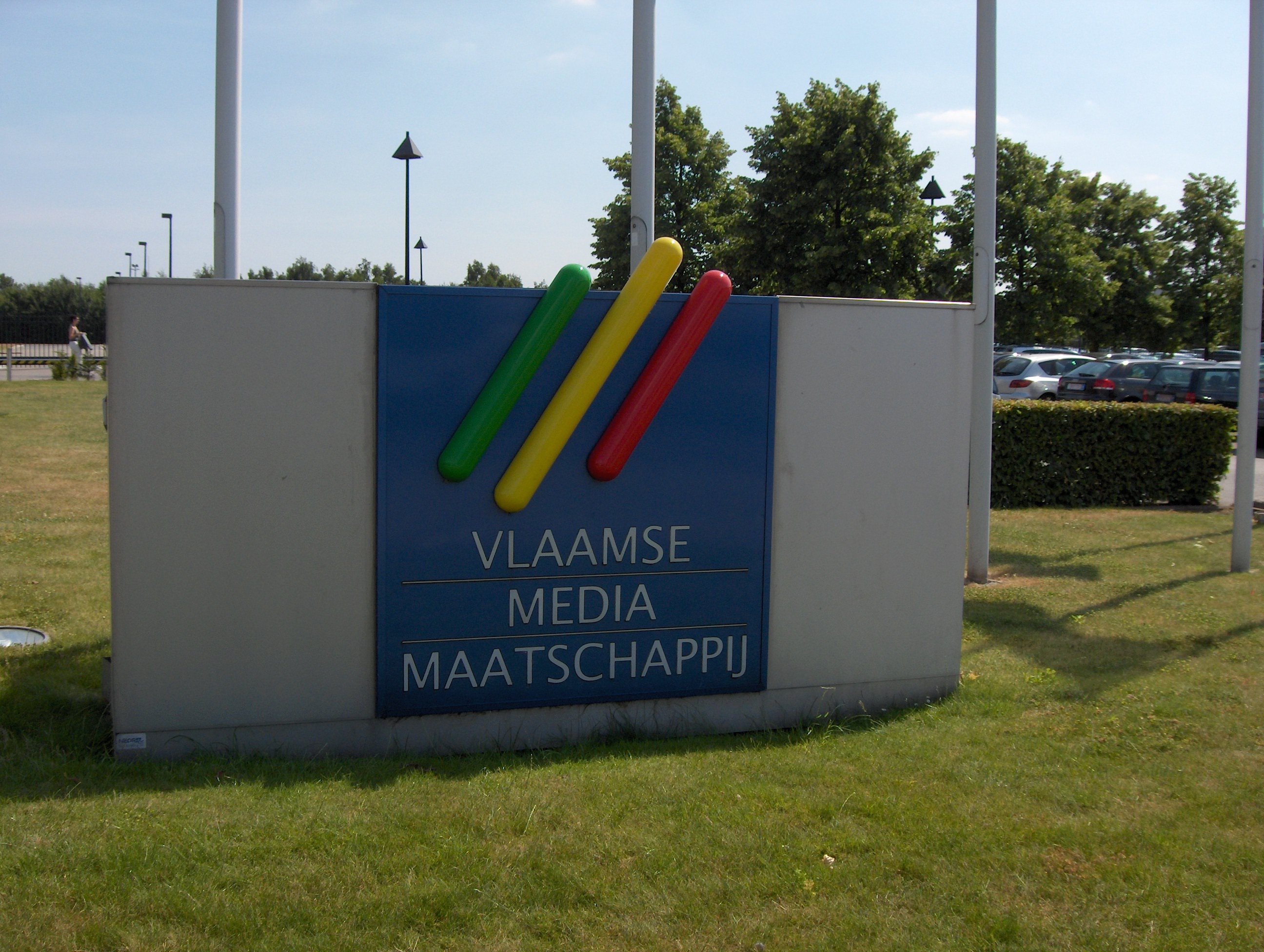
Voormalig bord aan de ingang van Medialaan, toen nog Vlaamse Media Maatschappij (VMMa)

Medialaan (doorgaans weergegeven als MEDIALAAN) was een Belgisch mediabedrijf. Het was onder meer de moedermaatschappij van het eerste Vlaamse commerciële televisiestation: VTM. Het bedrijf was genoemd naar de straat in Vilvoorde waar het gelegen was. Van mei 1999 tot februari 2014 heette het bedrijf Vlaamse Media Maatschappij (VMMa), daarvoor was de naam Vlaamse Televisie Maatschappij. Medialaan is sinds 2019 DPG Media.

## Geschiedenis
Medialaan werd in 1987 opgericht als de Vlaamse Televisie Maatschappij door negen uitgevers die ieder 11,1% van de aandelen bezaten. Van 1998 tot 2017 bezaten De Persgroep en de Roularta Media Group ieder 50% van de aandelen. Op 31 mei 1999 werd de naam gewijzigd in Vlaamse Media Maatschappij (VMMa).
Eind 1999 kocht VMMa samen met Studio 100 het attractiepark Meli Park in De Panne van de familie Florizoone. In februari 2005 verkocht VMMa haar belang van 50% in park (ondertussen omgevormd tot Plopsaland) aan Studio 100.
In 2007 kocht VMMa het tweede landelijke radiostation van Vlaanderen, 4FM, over van de Nederlandse groep Talpa van John de Mol. Daarmee kon VMMa nog meer de strijd aangaan tegen de vijf radiostations van de VRT. Dit was nog niet zo lang mogelijk, doordat het vroeger in Vlaanderen verboden was dat één groep twee landelijke radiostations in handen had. VMMa was reeds eigenaar van Q-music. In de zomer van 2006 maakte de Vlaamse Gemeenschap dit wel mogelijk.
In november 2010 nam VMMa het mediabedrijf Media ad Infinitum over, het televisiebedrijf achter de lifestylezender Vitaya en de digitale gezondheidszender Vitaliteit. Minder dan twee jaar later werd Vitaliteit stopgezet.
In januari 2011 werden de belspelletjes op de zenders VTM en 2BE onmiddellijk stopgezet. Dit kwam mede door "De mol in het belspel", een aflevering van Basta op Eén.
Op 3 februari 2014 wijzigde de naam van het bedrijf in Medialaan.
Op 16 december 2015 stopte jongerenzender JIM met uitzenden. In plaats daarvan kwam de nieuwe kinderzender Kadet.
In november 2015 nam Medialaan de virtuele telecomoperator Mobile Vikings over. Later werd ook JIM Mobile, een joint venture met BASE, volledig in Medialaan geïntegreerd.
Sinds januari 2016 neemt Medialaan de mediaregie van de Disney-zenders Disney Channel en Disney Junior voor zijn rekening.
Op 1 juli 2016 nam Medialaan de televisiezenders Acht en Lacht van de mediagroep Concentra over. Acht werd nadien vervangen door CAZ en Lacht werd opgedoekt.
In oktober 2017 werd bekend dat Roularta zijn 50% belang in Medialaan aan De Persgroep gaat verkopen, waardoor die de enige eigenaar wordt. De transactie werd begin 2018 afgerond. Sinds 1 januari 2019 is de nieuwe groep actief onder de naam Medialaan - De Persgroep Publishing. Vanaf 23 mei 2019 gaat Medialaan - De Persgroep door het leven als DPG Media.

##### Qgroup
Qgroup is de moederholding van de commerciële Medialaan-radiostations: Qmusic en Joe. Het bedrijf is actief in Nederlandstalig België en in Nederland. In Nederland was aanvankelijk alleen  Qmusic (Nederland) een merk van de Qgroup, maar op 1 april 2019 kwam hier een Nederlandse versie van Joe bij.

## Media
Medialaan is eigenaar van diverse radio- en televisiezenders in Vlaanderen. Dit is de lijst van radio- en televisiezenders op 23 mei 2019, het moment dat Medialaan de naam DPG Media kreeg. Voor de huidige lijst van radio- en televisiezenders, zie DPG Media. 

### Televisie (VMMtv)
Analoog aanbod
- VTM
- Q2
- Vitaya
- VTM Kids
- VTM Kids Jr.

Extra digitaal aanbod
- VTM HD – enkel via digitale tv in HD (zelfde programmatie als VTM)
- Q2 HD – enkel via digitale tv in HD (zelfde programmatie als Q2)
- Vitaya HD – enkel via digitale tv in HD (zelfde programmatie als Vitaya)
- Vitaya HD – enkel via digitale tv in HD (zelfde programmatie als Vitaya)
- VTM Kids HD – enkel via digitale tv in HD (zelfde programmatie als VTM Kids)
- VTM Kids Jr. HD – enkel via digitale tv in HD (zelfde programmatie als VTM Kids Jr.)
- CAZ - enkel via digitale tv (in HD)
- Qmusic TV – enkel via Telenet Digital TV

Voormalig
- VTMzomer – enkel via digitale tv (extra zenders tijdens de zomer van 2006)
- VTMkerst – enkel via digitale tv (extra zender tijdens de kerstperiode in 2006 tot begin 2007)
- Vitaliteit – enkel via digitale tv (extra digitale zender van Vitaya, opgedoekt in 2012)
- JIM (opgedoekt in 2015, Kadet in de plaats gekomen)
- anne – enkel via Proximus TV (opgedoekt in augustus 2016)
- Acht – enkel via digitale tv (in oktober 2016 hernoemd tot CAZ)
- Lacht – enkel via digitale tv (opgedoekt in september 2016 na overname door Medialaan)
- vtmKzoom (in december 2018 hernoemd tot VTM Kids)
- Kadet (in december 2018 hernoemd tot VTM Kids Jr.)

### Video on demand
- iWatch (opgedoekt, voorloper van Stievie)
- Stievie

### Radio (Qgroup)
- Qmusic (Vlaanderen) – Qmusic in Nederland is volledig in handen van aandeelhouder De Persgroep
- Joe

### Mobiele telefonie (MEDIALAAN Mobile)
- JIM Mobile
- Mobile Vikings

### Websites
- VTM Koken

## Directie

### Algemeen directeuren
- 1989: Carlo Gepts
- december 1989-1993: Leo Neels
- 1994-1996: Luc De Leersnyder
- 1996: Vic Haenen
- 1996-1997: Jan Goddaert
- 1997-18 juni 2003: Eric Claeys (ontslag wegens gezondheidsredenen)
- 1 juli 2003-2011: Peter Quaghebeur (voorheen commercieel directeur)
- januari 2012- maart 2018: Peter Bossaert
- maart 2018 - oktober 2018: Erwin Deckers & Dirk Lodewijckx
- oktober 2018 - heden: Kris Vervaet

### Programmadirecteuren
- 1989-1996: Guido Depraetere en Mike Verdrengh (adjunct-programmadirecteur)
- 1996-1997: Paul Van Praet en Lieven Defour
- 1997-2000: Guy Helsen en Klaus Van Isacker (tevens directeur informatie)
- 2000-2003: Jan Huyse
- 2003-2005: Jan Verheyen en Bert Geenen
- 2005-2012: Jan Segers
- 2013-2020: Ricus Jansegers